# 荷西·列卡度·蘭保
荷西·列卡度·蘭保（José Ricardo Rambo，1971年8月17日—），已退役巴西足球運動員，司職後衛。持有歐洲足協A級教練牌照，現為香港女子足球代表隊主教練。

## 球員生涯
列卡度於1998年首次來港發展，加盟香港甲組足球聯賽老牌球會南華，其後效力過晨曦、流浪、愉園等多支球隊。

## 教練生涯
列卡度退役後於愉園開始執教生涯，其後轉任流浪教練，2007年重新「上山」擔任南華助教。2008年夏天，南華足球部主任羅傑承與夫人梁芷珊，應元朗區議會邀請，協助組織天水圍飛馬直接加入香港甲組足球聯賽，列卡度被委以重任擔任這支新軍教練。2008年10月8日，天水圍飛馬首次於主場元朗大球場作賽，以3–2擊敗南華，可惜因派出超額外援，最終被判輸0–3。天水圍飛馬會方原有意解僱列卡度，後因全體職球員聯署為列卡度求情，會方才收回成命。2008年12月21日，帶領天水圍飛馬殺入高級組銀牌決賽，以3–0大勝晨曦，奪得高級組銀牌冠軍，成立不足半年便贏得首項錦標，惟球季結束後未獲續約。2009－10年度球季季中，列卡度再次擔任天水圍飛馬教練，帶領球隊奪得足總盃冠軍，並取得明年亞協盃參賽資格。2010年7月，列卡度重返晨曦，擔任主教練。
2012年8月，列卡度擔任中國球會廣東日之泉主教練。但他未能很好掌控球隊，8月25日，廣東日之泉主場1比5慘敗於福建駿豪，獲得三連敗並創造球隊職業聯賽史最懸殊比分輸球紀錄。 8月29日，廣東日之泉宣布曹陽接替列卡度再次擔任球隊的代理主教練。 2013年6月，列卡度被邀再次擔任流浪主教練，以培養青年球員為目標，及一個錦標為目標。2014年6月9日，太陽飛馬宣佈列卡度加盟，擔任主教練一職。2015年1月27日，太陽飛馬於社交網站宣佈與列卡度‬解約，由總監陳志康暫代主教練一職至季尾。
2015年3月3日，南華於社交網站宣佈，列卡度‬再度「上山」擔任助教。2016年4月30日，馬里奧提前離任轉職柔佛DT主教練後，列卡度一度擔任看守教練。2015年7月23日，流浪於季前新聞發布會上正式宣布，列卡度重返流浪，擔任主教練。2016年3月1日，南華於社交網站宣佈，列卡度重返南華教練團擔任助教，第三次「上山」。2016年3月13日，南華於社交網站宣佈接納米路請辭，列卡度再度擔任看守教練。2016年10月25日，列卡度遭南華降職。
2017年10月10日，列卡度接替陳淑芝上任成為香港女子足球代表隊主教練並帶領於2018年1月4日首度領軍出戰第40屆省港盃最終雖然香港取得3屆以來的首個入球，可是結果仍以1–2落敗。

## 外部連結
- 香港足球總會網站球員資料 （页面存档备份，存于）